# Delco
Delco è un census-designated place (CDP) degli Stati Uniti d'America, situato nello stato della Carolina del Nord, nella contea di Columbus. Secondo il censimento del 2020 gli abitanti di Delco ammontavano a 287.
La Acme Delco Middle School, che è stata chiusa nel 2020, è stata utilizzata per le riprese del film horror "Black Phone".